# Hypotéza klatrátové zbraně

Klatrátový hydrát metanu je tuhá látka, která je stabilní za nízkých teplot a při vyšším tlaku (ve větší hloubce) – vyznačeno žlutě. Když se teplota okolí zvýší, může se z hydrátu do okolní vody nebo půdy uvolňovat metan.

Hypotéza klatrátové zbraně je pokusem o vysvětlení rychlého oteplování v některých obdobích během čtvrtohor. Hypotéza říká, že změny proudění ve vyšších středních vrstvách oceánu způsobily kolísání teplot, které střídavě vedlo k akumulaci metanu do klatrátového hydrátu na horních kontinentálních svazích, nebo naopak uvolňování metanu při vzrůstu teploty. Uvolněný metan by měl okamžitý dopad na globální teplotu, protože je mnohem silnější skleníkový plyn než oxid uhličitý. Přestože životnost metanu v atmosféře je přibližně 12 let, jeho potenciál globálního oteplování je 72krát vyšší než potenciál oxidu uhličitého v horizontu 20 let a asi 25krát v horizontu 100 let (33krát při započítání aerosolových interakcí). Aktuální Šestá hodnotící zpráva IPCC uvádí hodnoty 83 v horizontu 20 let a 30 v horizontu 100 let. Hypotéza dále navrhuje, že tyto oteplovací události způsobily Bondovy cykly a jednotlivé mezistadiální události, jako jsou Dansgaard-Oeschgerovy mezistadiály.
Hypotéza byla akceptována pro některé interstadiály, ale ne pro všechny. Na toto téma stále probíhají debaty. Z hlediska změny klimatu to může být důležité v dlouhodobějším časovém horizontu. Z hlediska tohoto století Šestá hodnotící zpráva IPCC uvádí: „Je velmi nepravděpodobné, že by hydrátové klatráty plynů (většinou metanu) v hlubším pozemském permafrostu a podmořské klatráty vedly během tohoto století k detekovatelnému odklonu od trajektorie emisí“.

## Mechanismus

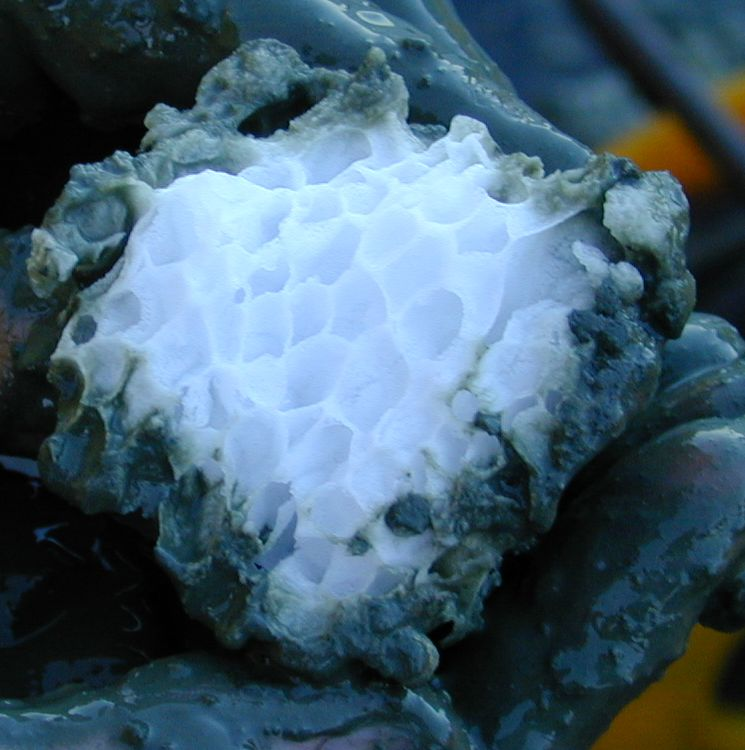
Struktura kusu hydrátu metanu ze subdukční zóny u Oregonu

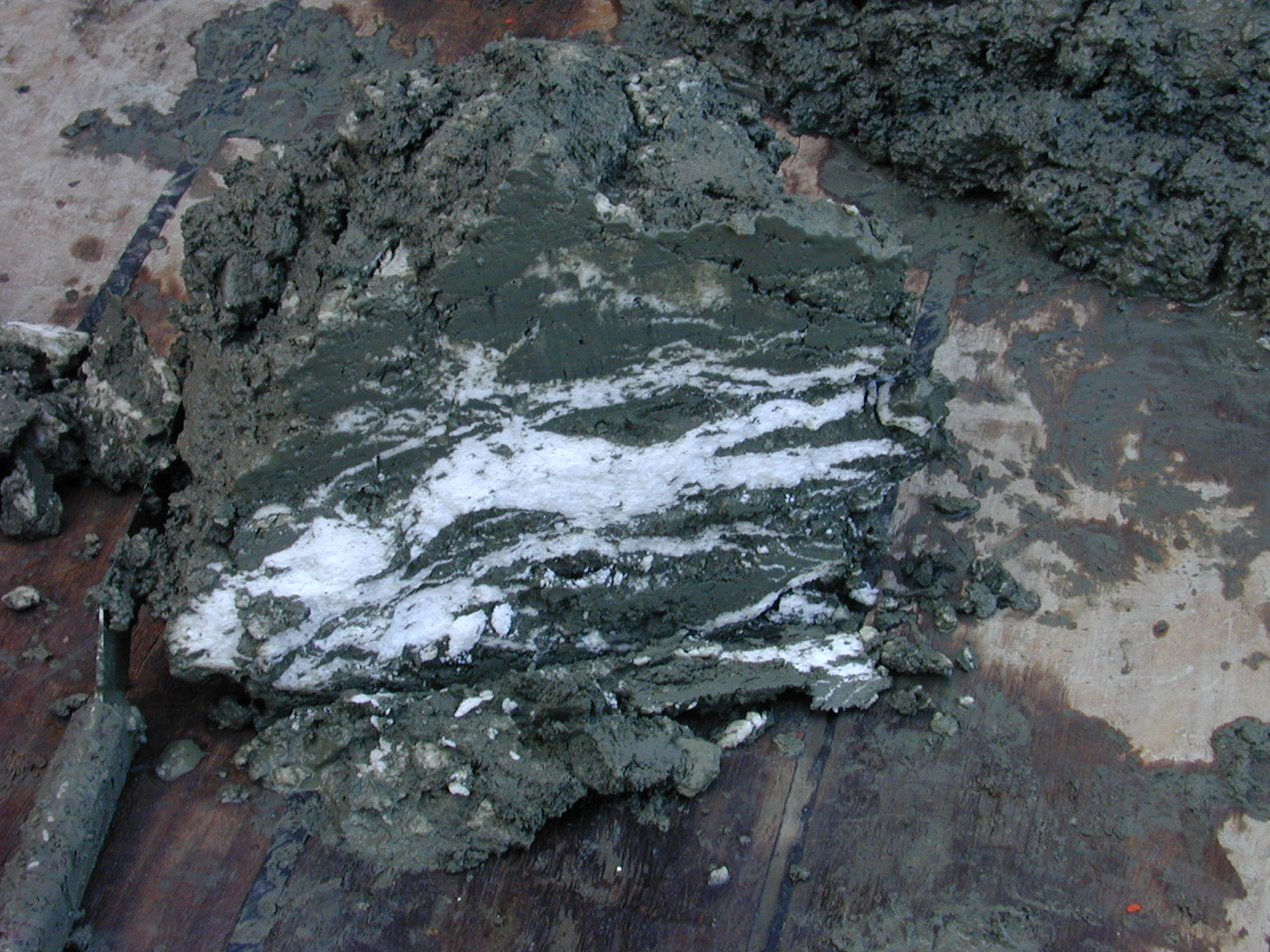
Sediment obsahující hydrát metanu ze subdukční zóny u Oregonu

Klatrátový hydrát metanu, známější jako hydrát metanu nebo metan hydrát, je forma vodního ledu, který ve své krystalové struktuře váže významné množství metanu. Klatrátový hydrát vzniká při tuhnutí vody za vysokého tlaku v přítomnosti plynu. Je stabilní při nízkých teplotách a vyšším tlaku (ve větší hloubce), v moři musí být navíc ukotven v sedimentu, jinak by vyplaval k hladině, kde by roztál a uvolnil vázaný plyn. Pokud se zvýší teplota nebo sníží tlak (například při poklesu hladiny), může se metan z klatrátu uvolnit. Náhlé uvolnění velkého množství metanu z ložisek metanového klatrátu by mohlo být příčinou minulých, budoucích i současných klimatických změn.
Potenciálně velká ložiska metanového klatrátu byla nalezena pod sedimenty na dně oceánů a v permafrostu (trvale zmrzlé půdě), odhady celkového množství zachyceného metanu se však liší o několik řádů. Většina ložisek je však ve velkých hloubkách, takže nemůže dojít k jejich náhlému uvolnění.
V Severním ledovém oceánu mohou v mělčí vodě existovat klatráty stabilizované nižšími teplotami spíše než vyššími tlaky; ty mohou být potenciálně metastabilní. Studie z roku 2010 dospěla k závěru, že v oblasti Východosibiřského arktického šelfu (ESAS) by mohlo dojít ke spuštění rychlého uvolňování metanu z metastabilních klatrátů.
V roce 2018 článek věnovaný bodům zlomu v klimatickém systému naznačil, že příspěvek hydrátů metanu ke změně klimatu bude do konce století „zanedbatelný“, ale mohl by činit 0,4 až 0,5 °C v tisíciletém časovém horizontu. Šestá hodnotící zpráva IPCC z roku 2021 již nezahrnuje hydráty metanu do seznamu potenciálních bodů zlomu a říká, že „je velmi nepravděpodobné, že emise metanu z klatrátů podstatně ohřejí klimatický systém během několika příštích staletí“. Podobně hodnocení bodů zvratu z roku 2022 popsalo hydráty metanu spíše jako „bezprahovou zpětnou vazbu“ než jako bod zlomu.